# Windows 8
Windows 8 — операционная система семейства Windows NT, разработанная корпорацией Microsoft. Выпуск Windows 8 состоялся 26 октября 2012 года. В линейке система идёт следующей после Windows 7 и предшествует Windows 8.1. Версия ядра — 6.2. Серверной версией операционной системы является Windows Server 2012. К январю 2013 года было продано 60 миллионов лицензий на Windows 8, в число которых входят как обновления, так и продажи OEM-производителям новых ПК.
В Windows 8 были внесены серьёзные изменения в платформу операционной системы и пользовательский интерфейс, призванные улучшить взаимодействие с пользователем на планшетах, где Windows конкурировала с мобильными операционными системами, включая Android и iOS. В частности, эти изменения включали оптимизированную для сенсорного управления оболочку Windows на основе языка дизайна Microsoft Metro и стартового экрана, новую платформу для разработки приложений с упором на сенсорный ввод, интеграцию с онлайн-сервисами и Windows Store — онлайн-дистрибутив для скачивания и покупки нового программного обеспечения, а также новое сочетание клавиш для снимков экрана. Многие из этих функций были позаимствованы из Windows Phone. В Windows 8 добавлена поддержка USB 3.0, жестких дисков Advanced Format, средств связи ближнего действия и облачных вычислений. Были введены дополнительные функции безопасности, такие как встроенное антивирусное программное обеспечение, интеграция со службой фильтрации фишинга Microsoft SmartScreen и поддержка безопасной загрузки UEFI на поддерживаемых устройствах. Windows 8 — первая версия Windows, поддерживающая архитектуру ARM под торговой маркой Windows RT.
Выпуск Windows 8 вызвал смешанную реакцию критиков. Хотя реакция на улучшения производительности, улучшения безопасности и улучшенную поддержку устройств с сенсорным экраном была положительной, новый пользовательский интерфейс операционной системы подвергся сильной критике за то, что он потенциально запутан и сложен в освоении, особенно при использовании клавиатуры и мыши.
Microsoft выпустила Windows 8.1 в октябре 2013 года, исправив некоторые аспекты Windows 8, которые подверглись критике со стороны обозревателей и первых пользователей, и включила дополнительные улучшения в различные аспекты операционной системы.
Поддержка оригинального релиза Windows 8 корпорацией Microsoft прекращена 12 января 2016 года, продолжив поддержку для банкоматов и специализированных устройств. Основная поддержка Windows 8.1 Update прекращена 9 января 2018 года, расширенная поддержка прекращена 10 января 2023 года. Основная поддержка для редакции Windows Embedded 8 Standard, которая предназначена для банкоматов и специализированных устройств прекращена 10 июля 2018 года. Расширенная поддержка прекращена корпорацией Microsoft 11 июля 2023 года. Основная поддержка серверной версии Windows 8, Windows Server 2012 была прекращена 9 октября 2018 года, расширенная поддержка прекращена 10 октября 2023 года, а платная поддержка действует до 13 октября 2026 года.

## Новшества и изменения

### Внешний вид и новый интерфейс Metro (в более новых версиях — Modern)

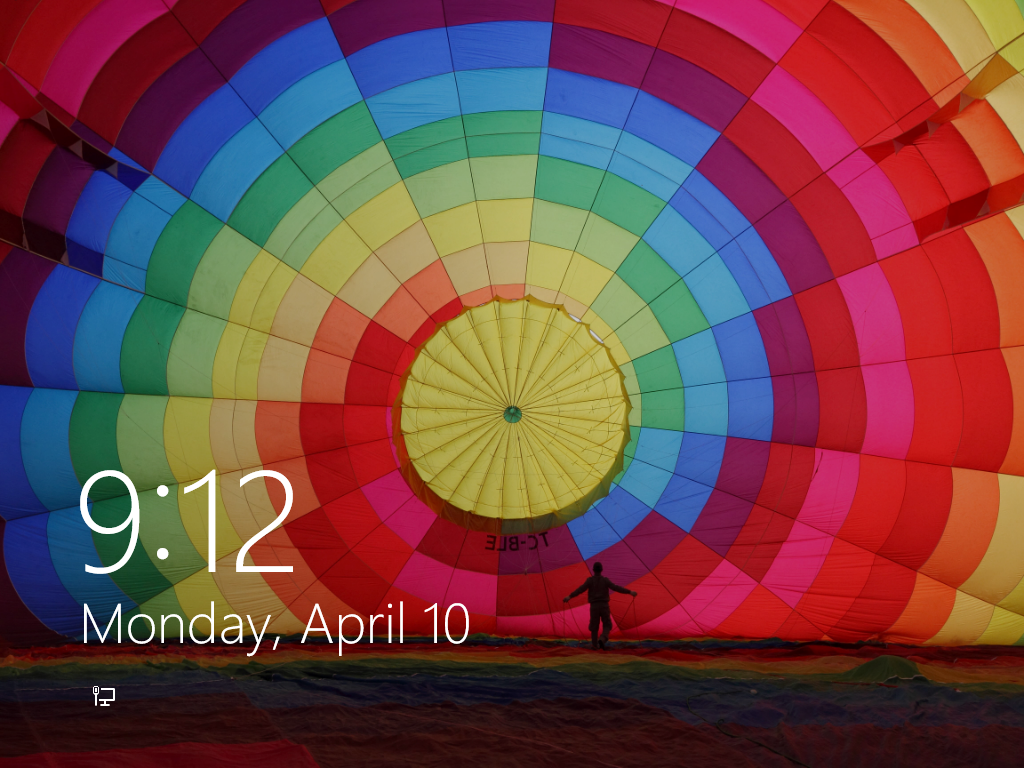
Экран блокировки Windows 8

Windows 8, в отличие от своих предшественников — Windows 7, Windows Vista, Windows XP и более ранних, использует новый интерфейс под названием Metro. Этот интерфейс появляется первым после запуска системы; он схож по функциональности с рабочим столом — стартовый экран имеет плитки приложений (сродни ярлыкам и иконкам), по нажатию на которые запускается приложение, открывается сайт или папка (в зависимости от того, к какому элементу или приложению привязана плитка). Интерфейс Metro ориентирован на сенсорный экран, но не исключает пользования на несенсорных ПК.
Также в системе присутствует и «классический» рабочий стол в виде отдельного приложения. Вместо меню «Пуск» в интерфейсе используется «активный угол», нажатие на который открывает стартовый экран. Прокрутка в Metro-интерфейсе идет горизонтально. Также, если сделать жест уменьшения (или нажать на минус внизу экрана), будет виден весь стартовый экран. Плитки на стартовом экране можно перемещать и группировать, давать группам имена и изменять размер плиток (доступно только для плиток, которые были изначально большими). В зависимости от разрешения экрана система автоматически определяет количество строк для плиток — на стандартных планшетных компьютерах три ряда плиток. Цвет стартового экрана меняется в новой панели управления, также меняется и орнамент фона.
Windows 8 — переосмысленная Windows 7, и приёмы работы с рабочим столом остались теми же.

### Основные нововведения
- Учётная запись Майкрософт и синхронизация параметров: Возможность войти в Windows с помощью Live ID. Это позволит войти в профиль пользователя и загрузить надстройки через интернет, а также добавляет интеграцию с OneDrive.
- Магазин приложений Microsoft Store: единственный способ покупки и загрузки Metro-приложений, а также приложений для рабочего стола в Windows RT.
- Два новых метода для аутентификации пользователя: картинка-пароль, позволяющая пользователю войти в систему при помощи трёх касаний, и четырёхзначный PIN-код, а также встроенная поддержка биометрических устройств. Пароль нелокальной учётной записи пользователя соответствует паролю учетной записи Майкрософт.
- Internet Explorer 10. IE 10 в Windows 8 включён в настольном и сенсорном вариантах. Последний не поддерживает плагины или ActiveX, но включает в себя версию проигрывателя Adobe Flash Player, который оптимизирован для сенсорного управления.
- Проводник. Проводник включает в себя Ribbon-ленту (наподобие ленты в Microsoft Office и Windows Essentials) и улучшения в способах разрешения конфликтов при переносе или копировании файлов.
- Восстановление системы. Добавлено две новые функции: Восстановление (англ. Refresh) и Сброс (англ. Reset). Восстановление для Windows возвращает все системные файлы в исходное состояние, сохраняя при этом все настройки, пользовательские файлы и приложения. Сброс же возвращает компьютер к заводским настройкам.[6]
- Новый диспетчер задач. В Windows 8 диспетчер задач был полностью изменён. Добавлены новые графики производительности, оптимизировано управление выполняющимися приложениями, фоновыми процессами и службами на единой вкладке «Производительность». Также в диспетчер задач было перенесено управление автозагрузками из «Конфигурации системы».
- Функция «Семейная безопасность» была встроена в Windows, управление семейной безопасностью осуществляется в панели управления.
- Персонализация: после запуска на экране появляется картинка с текущим временем и датой. Для начала работы нужно нажать любую кнопку, открыв экран приветствия. Саму картинку можно сменить в настройках. Добавлено автоопределение цвета в темах для рабочего стола.
- Новая панель управления в стиле Metro UI, которая позволяет быстро изменить некоторые настройки системы.
- Усовершенствованный поиск: На начальном экране нужно лишь нажать любую клавишу для начала поиска по приложениям, параметрам и т. п.
- Переключение раскладки клавиатуры: менять раскладку клавиатуры можно также с помощью сочетаний клавиш Windows + Space либо ⇧ Shift + Alt.
- Экран блокировки. Ранее, в Windows экрана блокировки не было, лишь был экран приветствия для выбора пользователя, но он не имел часов, и индикаторов, а менять фоновое изображение было нельзя.

### Исчезнувшие возможности
- Создание папки «Портфель» через проводник стало невозможным

## История разработки
- 13 сентября 2011 года была выпущена версия Windows 8 Developer Preview[7][8].
- 29 февраля 2012 года стала доступна первая бета-версия ОС Windows 8 Consumer Preview, о выпуске было объявлено на Mobile World Congress[9].
- 31 мая 2012 года стала доступна последняя публичная предварительная версия ОС Windows 8 Release Preview[10].
- 1 августа 2012 года вышла RTM-версия.
- 15 августа 2012 года стала доступна для подписчиков MSDN загрузка RTM-версии.
- 26 октября 2012 года операционная система поступила в продажу.
- 12 января 2016 года дата окончания поддержки всех редакций оригинального релиза Windows 8 кроме Windows Embedded 8 Standard[11][12].
- 9 января 2018 года прекращена основная поддержка Windows 8.1 Update.
- 10 июля 2018 года прекращена основная поддержка Windows Embedded 8 Standard.
- 9 октября 2018 года прекращена основная поддержка серверной версии, Windows Server 2012, также для редакции R2.
- 10 января 2023 года была прекращена расширенная поддержка Windows 8.1 Update.
- 11 июля 2023 год прекращена расширенная поддержка Windows Embedded 8 Standard.
- 10 октября 2023 года прекращена расширенная поддержка Windows Server 2012/R2.
- 13 октября 2026 года будет прекращена платная поддержка Windows Server 2012/R2.

### Первые сведения и слухи
Первые сведения о Windows 8 начали появляться ещё до появления в продаже Windows 7 — в апреле 2009 года, когда Microsoft разместила в отделе вакансий предложение для разработчиков и тестеров участвовать в разработке Windows 8. «Также мы скоро начнём <разрабатывать> существенные усовершенствования для Windows 8, в которые будут включены инновационные особенности, которые произведут революцию в доступе к файлам на удалённых машинах», — было написано в рекламе на должность ведущего инженера по разработке и тестированию ПО.
В связи с данными первыми косвенными сведениями начали активно появляться разные слухи и домыслы касательно Windows 8. Например, выдвигались предположения о том, что Windows 8 будет поставляться только в 64-битной редакции, будет иметь полностью другой интерфейс без меню «Пуск», что выход в Интернет будет возможен прямо из рабочего стола и будет присутствовать не-древовидная файловая система. Также возникали предположения о полном слиянии Windows 8 с концепцией, заложенной у MinWin. Ещё одной группой слухов являлось присвоение Windows 8 сторонних кодовых имён. Наиболее часто Windows 8 называли кодовым именем «Midori», тогда как «Midori» являлась отдельной научно-исследовательской ОС. Кроме «Midori», Windows 8 присваивали имена «Mojave», «Orient», «Jupiter» и некоторые другие.

### Начальный этап разработки
6 октября 2009 года, ещё до запуска Windows 7 (22 октября 2009 года), Стив Балмер официально подтвердил работу Microsoft над новой операционной системой на пресс-конференции в Великобритании, посвящённой запуску новой операционной системы.
На конференции разработчиков компьютерных программ Профессиональная конференция разработчиков (Professional Developers Conference — англ.) 2009, которая проходила с 17 по 20 ноября в Лос-Анджелесе, стали известны планы Microsoft по выпуску новых операционных систем семейства Microsoft Windows для персональных компьютеров и серверов. Демонстрировалось два слайда, на которых указывалась дата выхода следующей операционной системы семейства Windows — 2012 год. Причём на одном слайде было указано и название этой операционной системы — «Windows 8», однако было уточнено, что это название является кодовым, а не окончательным.
27 января 2010 года общественности стала доступна технологическая дорожная карта Microsoft с предварительными планами выпуска различных программных продуктов, включая Windows 8 и Microsoft Office 2013. Согласно этому документу, релиз RTM-версии Windows 8 был запланирован на 1 июля 2011 года. Windows Server 2012 и Office 15 были запланированы к выпуску ровно через один год и один день — 2 июля 2012 года.
9 февраля 2010 года благодаря сообщениям двух сотрудников Microsoft в прессе появились новые сведения о Windows 8. Первый сотрудник — директор потребительского и онлайнового направлений в регионе EMEA Джон Мангелаарс (англ. John Mangelaars), который в интервью британскому изданию CIO заявил, что Windows 8 будет «потрясающей». Немногим ранее другой сотрудник опубликовал в официальном блоге MSDN запись под названием «What’s In Store for the Next Windows» (рус. Что готовится для следующей Windows). Эта запись вскоре была удалена, однако её текст стал доступен журналистам. В данной записи Windows 8 фигурирует под именем «Windows.next». В записи утверждалось, что Windows.next будет «чем-то совершенно отличным» от того, что обычно ждут от Windows. Над ОС работали десятки команд, а процесс обсуждения Windows.next автор записи назвал «сюрреалистическим». По мнению автора записи, Windows.next должна была полностью изменить отношение к персональным компьютерам и способам их использования.

### Утечка материалов презентации в 2010 году
В конце июня 2010 года на итальянском фанатском сайте «Windowsette», посвящённом Windows 8, были выложены в открытый доступ PowerPoint-слайды презентации Microsoft (на которых стоит гриф NDA, и которые датируются 20 апреля 2010 года), в которых описывались ключевые возможности Windows 8. Сразу после этой публикации данные сведения перепечатали авторитетные англоязычные сайты Microsoft Kitchen и Microsoft Journal, а после них — большинство остальных новостных медиаресурсов, посвящённых ИТ-индустрии. Кроме самих сведений о новой ОС, в данных слайдах присутствовало изображение 30-дюймового поддерживающего голосовое управление моноблока с установленной Windows 8.

### Презентация на CES 2011
6 января на выставке CES 2011 в рамках брифинга для прессы Microsoft представила первую тестовую версию Windows 8. Основной информацией стало то, что Windows сможет работать на ARM-платформах. На этой конференции была продемонстрирована работа на различных ARM-SoCs (System-on-a-Chip) производства Qualcomm, Texas Instruments и Nvidia. Эта сборка Windows 8 для ARM-платформ носила номер 6.2.7867. Также была продемонстрирована поддержка USB-устройств, аппаратного ускорения веб- и медиаконтента, работа Microsoft Office. Тестовый Full HD ролик, воспроизводимый на Nvidia Tegra, содержащий быстрые сцены и резкие смены кадров изображения показал качество и высокую скорость работы ОС на данной мобильной платформе. По словам Тами Реллер (Tami Reller), корпоративного вице-президента подразделения Microsoft Windows, системные требования Windows 8 будут теми же и, возможно, даже ниже, чем у Windows 7. Это связано с некоторыми улучшениями в ядре и оболочке Windows 8.

### Конференция BUILD (бывшая PDC 2011)
Проходила с 13 по 16 сентября 2011 года. Во время проведения конференции на официальном сайте продукта была опубликована тестовая версия Windows 8 для разработчиков программного обеспечения («Developer Preview»). Срок действия, установленный первоначально, — до 11 марта 2012 г., мог быть продлен до 15 января 2013 г.

### Mobile World Congress
29 февраля 2012 года на выставке «Mobile World Congress» в Барселоне было объявлено о выпуске бета-версии Windows 8 — «Consumer Preview» («Демонстрационная версия для пользователей»). Как сообщил старший разработчик Windows 8 Стивен Синофски, с сентября в операционную систему было внесено «свыше ста тысяч изменений». Срок действия тестовой версии завершился 15 января 2013 года.

## Продажи
Выпуск Windows 8 состоялся 26 октября 2012 года. 3 июня 2012 года Microsoft объявила о предоставлении пользователям предыдущих версий Windows возможности перейти на Windows 8 Pro по сниженным ценам до 31 января 2013 года.
По данным Microsoft, в первые дни после выпуска было продано 4 миллиона обновлений Windows 8, а через месяц было продано более 40 миллионов лицензий ОС. Тем не менее, начальный спрос на новую операционную систему был оценен аналитиками как слабый. По данным компании Net Applications, рыночная доля Windows 8 среди Windows-систем к концу февраля 2013 года составила 3 %. Аналогичный показатель для Windows Vista за этот период составил 4 %, а для Windows 7 — 9,7 %.
Одновременно с выходом Windows 8 корпорация Microsoft выпустила свои планшетные ПК — Surface. Планшетные ПК от Microsoft делятся на две ветви — Профессиональная с предустановленной Windows 8 и обычные Surface с Windows RT. Профессиональная версия продаётся дороже.
Результаты продаж первого квартала 2013 года показали, что Windows 8 не удалось замедлить падение спроса на персональные компьютеры. По мнению аналитиков IDC, потребители хотят ПК с сенсорным экраном, но они дорогие, а производители испытывают дефицит с компонентами.
20 мая 2014 года Китай запретил использование Windows 8 в госучреждениях. Причины решения не озвучены.

## Windows 8.1
26 марта 2013 года в Microsoft официально подтвердили, что работают над обновлением под кодовым именем Windows Blue. 14 мая обновление получило официальное название Windows 8.1, также стало известно, что обновление будет бесплатным для обладателей официальных версий Windows 8 и будет распространяться через Microsoft Store Публичная предварительная версия Windows 8.1 появилась 26 июня 2013 года, выпуск финальной версии произошел 17 октября 2013 года.

## Критика
Windows 8 получала отрицательные отзывы из-за преобладания интерфейса Metro. Пользователи критиковали изменённый интерфейс, заставляющий тратить дополнительное время на обучение работе с новой операционной системой, хотя большинство новшеств описано в справочной системе, которая вызывается нажатием клавиши F1 при открытом рабочем столе.
- Например, новичку было сложно в первый раз найти кнопки для выключения или перезагрузки[44] или установленные приложения.
- Поначалу не имелось встроенной в ОС возможности отключить при загрузке Windows показ экрана «Пуск» и сразу перейти на рабочий стол (так как новый экран был спроектирован как замена прежнего Пуска и одновременно рабочего стола; возможность появилась в 8.1 под давлением пользователей). После установки Windows на данном экране присутствовали в основном плитки интерфейса Metro без удобной группировки, и было не очень понятно как его использовать (решением вышеописанной проблемы является самостоятельное закрепление на экране «Пуск» ярлыков нужных приложений и пользовательских папок, но большинство пользователей предпочло просто не замечать новые возможности)
- До выпуска Windows 8 её также критиковали крупнейшие разработчики игр[45]. В частности, Valve опасалось за будущее своего Steam в связи с возможной конкуренцией появившегося магазина приложений Microsoft Store.

Вместе с отрицательными отзывами от первых пользователей всплыл недоработанный сервис активации, способный предоставить бесплатный код активации любому пользователю. В декабре 2012 эта уязвимость была устранена.
Главный маркетинговый директор Microsoft Тами Реллер в одном из интервью сказала, что некоторые ключевые элементы Windows 8 будут изменены при выпуске обновленной версии системы Windows 8.1. Это было воспринято некоторыми СМИ как фактическое признание неудачи компании с выпуском Windows 8. Но Windows 8.1 по инерции тоже была принята негативно, особенно после прекращения поддержки Windows XP.

## Технические требования
| Архитектура                      | 32-бит                                                          | 64-бит                                                          |
| Процессор                        | 1 ГГц тактовой частоты; IA-32; Поддержка PAE, NX и SSE2.        | 1 ГГц тактовой частоты; x86-64; Поддержка PAE, NX и SSE2.       |
| Оперативная память               | 1 Гб                                                            | 2 Гб                                                            |
| Видеокарта                       | Видеоадаптер с поддержкой DirectX 9 и WDDM версии 1.0 и старше. | Видеоадаптер с поддержкой DirectX 9 и WDDM версии 1.0 и старше. |
| Свободное место на жёстком диске | 16 Гб свободного места                                          | 20 Гб свободного места                                          |

Дополнительные требования для использования некоторых функций ОС:
- Для использования сенсорных возможностей необходим планшетный компьютер или монитор с поддержкой мультисенсорной технологии.
- Чтобы иметь доступ к Магазину Windows, которому необходимо подключение к Интернету, необходим экран с разрешением не менее 1024 x 768 пикселей.
- Чтобы прикреплять приложения, необходимо разрешение экрана не менее 1366 x 768 пикселей.
- Требуется доступ к Интернету (поставщиком услуг Интернета может взиматься плата).
- Для безопасной загрузки необходимо встроенное ПО, которое поддерживает интерфейс UEFI версии 2.3.1 Errata B и имеет центр сертификации Microsoft Windows в базе данных подписей UEFI.
- Для обеспечения оптимальной производительности некоторых игр и программ может потребоваться видеоадаптер, совместимый с DirectX 10 или более поздними версиями.
- Для работы некоторых функций необходима учётная запись Microsoft.
- Для просмотра DVD-дисков требуется отдельное программное обеспечение.
- Для функции BitLocker To Go требуется USB-устройство флэш-памяти (только для Windows 8 Профессиональная).
- Для функции BitLocker требуется доверенный платформенный модуль (TPM) 1.2 или USB-устройство флэш-памяти (только для Windows 8 Профессиональная).
- Для клиента Hyper-V требуется 64-разрядная система с возможностями преобразования адресов второго уровня (SLAT) и дополнительные 2 ГБ ОЗУ (только для Windows 8 Профессиональная).
- Для просмотра и записи телепередач в Windows Media Center требуется ТВ-тюнер (только для пакетов Windows 8 «Профессиональная» и Windows 8 «Профессиональная c Windows Media Center»).
- Бесплатный контент интернет-телевидения зависит от географического расположения. За некоторые виды контента может взиматься дополнительная плата (Windows 8 «Профессиональная» и Windows 8 «Профессиональная c Windows Media Center»).[источник не указан 3019 дней]

## Редакции
Известны 7 редакций Windows 8:
- Windows 8 «Для одного языка» — полностью аналогична Windows 8 (Core), но возможность менять язык отключена. Поставляется с ноутбуками и нетбуками.
- Windows 8 «С Bing» — версия Windows 8, в которой в браузере Internet Explorer поисковая система по умолчанию — Bing, при этом изменить её невозможно. Поставляется с некоторыми ноутбуками.
- Windows 8 (Core) — базовая версия для пользователей ПК, ноутбуков и планшетных компьютеров. Поставляется с ноутбуками и нетбуками.
- Windows 8 «Профессиональная» — версия для ПК, ноутбуков и планшетов с функциями для малого бизнеса.
- Windows 8 «Профессиональная c Windows Media Center» — отличается от «профессиональной» наличием Windows Media Center
- Windows 8 «Корпоративная» — версия для предприятий с расширенными функциями управления корпоративными ресурсами, безопасности и т. д.
- Windows RT — версия для планшетов на ARM архитектуре, запускает приложения только из Магазина Windows.

Кроме того, для европейского рынка были выпущены три версии Windows 8: Windows 8 N, Windows 8 Pro N и Windows 8 Pro Pack N. В этих версиях отсутствуют приложения Windows Media Player, Camera, Music, Video.
| Редакция                                                                                    | Редакция                                                                                    | Windows RT    | Windows 8             | Windows 8             | Windows 8             | Windows 8 Профессиональная            | Windows 8 Профессиональная | Windows 8 Корпоративная |
| Редакция                                                                                    | Редакция                                                                                    | Windows RT    | Для одного языка      | С Bing                | (Core)                | Обычная                               | c Windows Media Center     | Windows 8 Корпоративная |
| ------------------------------------------------------------------------------------------- | ------------------------------------------------------------------------------------------- | ------------- | --------------------- | --------------------- | --------------------- | ------------------------------------- | -------------------------- | ----------------------- |
| Способы приобретения                                                                        | OEM-лицензия                                                                                | Да            | Да                    | Да                    | Да                    | Да                                    | Да                         | Нет                     |
| Способы приобретения                                                                        | Продажа в розницу интернет-магазин                                                          | Нет           | Нет                   | Нет                   | Да                    | Да                                    | Нет                        | Нет                     |
| Способы приобретения                                                                        | Корпоративное лицензирование                                                                | Нет           | Нет                   | Нет                   | Нет                   | Да                                    | Нет                        | Да                      |
| Архитектура                                                                                 | Архитектура                                                                                 | ARM (32-bit)  | IA-32 или x86-64      | IA-32 или x86-64      | IA-32 или x86-64      | IA-32 или x86-64                      | IA-32 или x86-64           | IA-32 или x86-64        |
| Максимальный объём ОЗУ (x86)                                                                | Максимальный объём ОЗУ (x86)                                                                | Неизвестно    | 4 ГБ                  | 4 ГБ                  | 4 ГБ                  | 4 ГБ                                  | 4 ГБ                       | 4 ГБ                    |
| Максимальный объём ОЗУ (x64)                                                                | Максимальный объём ОЗУ (x64)                                                                | Неизвестно    | 128 ГБ                | 128 ГБ                | 128 ГБ                | 512 ГБ                                | 512 ГБ                     | 512 ГБ                  |
| Старт продаж                                                                                | Старт продаж                                                                                | 30.10.2012    | 30.10.2012            | 30.10.2012            | 30.10.2012            | 30.10.2012                            | 30.10.2012                 | 30.10.2012              |
| Окончание продаж лицензий                                                                   | Окончание продаж лицензий                                                                   | н/д           | н/д                   | н/д                   | 31.10.2014            | 31.10.2014                            | н/д                        | 31.10.2014              |
| Окончание продаж устройств с предустановленной ОС                                           | Окончание продаж устройств с предустановленной ОС                                           | 30.06.2016    | 30.06.2016            | 30.06.2016            | 30.06.2016            | 30.06.2016                            | 30.06.2016                 | н/д                     |
| Окончание поддержки                                                                         | Окончание поддержки                                                                         | 12.01.2016    | 12.01.2016            | 12.01.2016            | 12.01.2016            | 12.01.2016                            | 12.01.2016                 | 12.01.2016              |
| Совместимость с существующими приложениями Windows                                          | Совместимость с существующими приложениями Windows                                          | Нет           | Да                    | Да                    | Да                    | Да                                    | Да                         | Да                      |
| Защищённая загрузка                                                                         | Защищённая загрузка                                                                         | Да            | Да                    | Да                    | Да                    | Да                                    | Да                         | Да                      |
| Графический пароль                                                                          | Графический пароль                                                                          | Да            | Да                    | Да                    | Да                    | Да                                    | Да                         | Да                      |
| Стартовый экран, Семантическое увеличение, Живые плитки                                     | Стартовый экран, Семантическое увеличение, Живые плитки                                     | Да            | Да                    | Да                    | Да                    | Да                                    | Да                         | Да                      |
| Сенсорная клавиатура                                                                        | Сенсорная клавиатура                                                                        | Да            | Да                    | Да                    | Да                    | Да                                    | Да                         | Да                      |
| Языковые пакеты                                                                             | Языковые пакеты                                                                             | Да            | Да                    | Да                    | Да                    | Да                                    | Да                         | Да                      |
| Обновлённый Windows Explorer                                                                | Обновлённый Windows Explorer                                                                | Да            | Да                    | Да                    | Да                    | Да                                    | Да                         | Да                      |
| Стандартные приложения                                                                      | Стандартные приложения                                                                      | Да            | Да                    | Да                    | Да                    | Да                                    | Да                         | Да                      |
| История файлов                                                                              | История файлов                                                                              | Да            | Да                    | Да                    | Да                    | Да                                    | Да                         | Да                      |
| Сброс и обновление ОС                                                                       | Сброс и обновление ОС                                                                       | Да            | Да                    | Да                    | Да                    | Да                                    | Да                         | Да                      |
| Play To                                                                                     | Play To                                                                                     | Да            | Да                    | Да                    | Да                    | Да                                    | Да                         | Да                      |
| Ждущий режим с подключением к сети                                                          | Ждущий режим с подключением к сети                                                          | Да            | Да                    | Да                    | Да                    | Да                                    | Да                         | Да                      |
| Центр обновления Windows                                                                    | Центр обновления Windows                                                                    | Да            | Да                    | Да                    | Да                    | Да                                    | Да                         | Да                      |
| Windows Defender                                                                            | Windows Defender                                                                            | Да            | Да                    | Да                    | Да                    | Да                                    | Да                         | Да                      |
| Улучшенная поддержка нескольких мониторов                                                   | Улучшенная поддержка нескольких мониторов                                                   | Да            | Да                    | Да                    | Да                    | Да                                    | Да                         | Да                      |
| Расширенный диспетчер задач                                                                 | Расширенный диспетчер задач                                                                 | Да            | Да                    | Да                    | Да                    | Да                                    | Да                         | Да                      |
| Подключение (монтирование) ISO и VHD образов                                                | Подключение (монтирование) ISO и VHD образов                                                | Да            | Да                    | Да                    | Да                    | Да                                    | Да                         | Да                      |
| Функции мобильного широкополосного доступа                                                  | Функции мобильного широкополосного доступа                                                  | Да            | Да                    | Да                    | Да                    | Да                                    | Да                         | Да                      |
| Учётная запись Microsoft                                                                    | Учётная запись Microsoft                                                                    | Да            | Да                    | Да                    | Да                    | Да                                    | Да                         | Да                      |
| Internet Explorer 10                                                                        | Internet Explorer 10                                                                        | Да            | Да                    | Да                    | Да                    | Да                                    | Да                         | Да                      |
| SmartScreen                                                                                 | SmartScreen                                                                                 | Да            | Да                    | Да                    | Да                    | Да                                    | Да                         | Да                      |
| Магазин Windows                                                                             | Магазин Windows                                                                             | Да            | Да                    | Да                    | Да                    | Да                                    | Да                         | Да                      |
| Отключение Магазина Windows                                                                 | Отключение Магазина Windows                                                                 | Нет           | Нет                   | Нет                   | Нет                   | Да                                    | Да                         | Да                      |
| Xbox Live (включает Xbox Live Arcade)                                                       | Xbox Live (включает Xbox Live Arcade)                                                       | Да            | Да                    | Да                    | Да                    | Да                                    | Да                         | Да                      |
| Exchange ActiveSync                                                                         | Exchange ActiveSync                                                                         | Да            | Да                    | Да                    | Да                    | Да                                    | Да                         | Да                      |
| Snap                                                                                        | Snap                                                                                        | Да            | Да                    | Да                    | Да                    | Да                                    | Да                         | Да                      |
| Возможность подключения к виртуальной частной сети                                          | Возможность подключения к виртуальной частной сети                                          | Да            | Да                    | Да                    | Да                    | Да                                    | Да                         | Да                      |
| Шифрование устройства                                                                       | Шифрование устройства                                                                       | Да            | Да                    | Начиная с Windows 8.1 | Начиная с Windows 8.1 | Начиная с Windows 8.1                 | Начиная с Windows 8.1      | Начиная с Windows 8.1   |
| Предустановленный Microsoft Office                                                          | Предустановленный Microsoft Office                                                          | Да            | с Windows 8.1         | с Windows 8.1         | Нет                   | Нет                                   | Нет                        | Нет                     |
| Смена языка интерфейса ОС                                                                   | Смена языка интерфейса ОС                                                                   | Да            | Нет                   | Да                    | Да                    | Да                                    | Да                         | Да                      |
| Смена поисковой системы для Internet Explorer по умолчанию — Bing                           | Смена поисковой системы для Internet Explorer по умолчанию — Bing                           | Да            | Да                    | Нет                   | Да                    | Да                                    | Да                         | Да                      |
| Среда рабочего стола                                                                        | Среда рабочего стола                                                                        | Частично      | Да                    | Да                    | Да                    | Да                                    | Да                         | Да                      |
| Storage Spaces                                                                              | Storage Spaces                                                                              | Нет           | Да                    | Да                    | Да                    | Да                                    | Да                         | Да                      |
| Windows Media Player                                                                        | Windows Media Player                                                                        | Нет           | Да                    | Да                    | Да                    | Да                                    | Да                         | Да                      |
| Windows Media Center                                                                        | Windows Media Center                                                                        | Нет           | Нет                   | Нет                   | Нет                   | Приобретается и активируется отдельно | Да                         | Нет                     |
| Удалённый рабочий стол                                                                      | Удалённый рабочий стол                                                                      | только клиент | только клиент         | только клиент         | только клиент         | клиент и хост                         | клиент и хост              | клиент и хост           |
| Загрузка с VHD                                                                              | Загрузка с VHD                                                                              | Нет           | Нет                   | Нет                   | Нет                   | Да                                    | Да                         | Да                      |
| BitLocker и BitLocker To Go                                                                 | BitLocker и BitLocker To Go                                                                 | Нет           | Начиная с Windows 8.1 | Начиная с Windows 8.1 | Начиная с Windows 8.1 | Да                                    | Начиная с Windows 8.1      | Да                      |
| Шифрованная файловая система                                                                | Шифрованная файловая система                                                                | Нет           | Нет                   | Нет                   | Нет                   | Да                                    | Да                         | Да                      |
| Присоединение к домену Windows                                                              | Присоединение к домену Windows                                                              | Нет           | Нет                   | Нет                   | Нет                   | Да                                    | Да                         | Да                      |
| Групповая политика                                                                          | Групповая политика                                                                          | Нет           | Нет                   | Нет                   | Нет                   | Да                                    | Да                         | Да                      |
| AppLocker                                                                                   | AppLocker                                                                                   | Нет           | Нет                   | Нет                   | Нет                   | Нет                                   | Нет                        | Да                      |
| Hyper-V                                                                                     | Hyper-V                                                                                     | Нет           | Нет                   | Нет                   | Нет                   | Только 64-bit с SLAT                  | Только 64-bit с SLAT       | Только 64-bit с SLAT    |
| Windows To Go                                                                               | Windows To Go                                                                               | Нет           | Нет                   | Нет                   | Нет                   | Только Surface                        | Нет                        | Да                      |
| DirectAccess                                                                                | DirectAccess                                                                                | Нет           | Нет                   | Нет                   | Нет                   | Нет                                   | Нет                        | Да                      |
| BranchCache                                                                                 | BranchCache                                                                                 | Нет           | Нет                   | Нет                   | Нет                   | Нет                                   | Нет                        | Да                      |
| Отключение Modern UI (Metro) и использование классического рабочего стола, как в Windows 7* | Отключение Modern UI (Metro) и использование классического рабочего стола, как в Windows 7* | Нет           | Нет                   | Нет                   | Нет                   | Нет                                   | Нет                        | Нет                     |
| Возможность виртуализации RemoteFX                                                          | Возможность виртуализации RemoteFX                                                          | Нет           | Нет                   | Нет                   | Нет                   | Нет                                   | Нет                        | Да                      |
| Развёртывание Metro-приложений                                                              | Развёртывание Metro-приложений                                                              | Нет           | Нет                   | Нет                   | Нет                   | Да                                    | Да                         | Да                      |

- Серверный вариант Windows Server 2012 имеет возможность отключения Modern UI и использования классического рабочего стола, как в Windows 7.
- Защищённая загрузка, графический пароль, Стартовый экран, Семантическое увеличение, Живые плитки, сенсорная клавиатура, языковые пакеты, обновлённый Windows Explorer, стандартные приложения, история файлов, сброс и обновление ОС, Play To, ждущий режим с подключением к сети, Центр обновления Windows, Windows Defender, улучшенная поддержка нескольких мониторов, расширенный диспетчер задач, подключение (монтирование) ISO и VHD образов, функции мобильного широкополосного доступа, учётная запись Microsoft, Internet Explorer 10, SmartScreen, Магазин Windows, Xbox Live (включает Xbox Live Arcade)[61][62], Exchange ActiveSync, Snap и возможность подключения к виртуальной частной сети присутствуют во всех редакциях Windows 8.

## Окончание поддержки
Поддержка всех версий Windows 8 кроме Windows Embedded 8 Standard прекращена 12 января 2016 года. Для получения дальнейшей поддержки необходимо обновиться до Windows Embedded 8 Standard, Windows 8.1 или Windows 10. С 1 июля 2019 года на всех версиях Windows 8 кроме Windows Embedded 8 Standard перестал работать Microsoft Store. Основная поддержка Windows Embedded 8 Standard закончилась 10 июля 2018 года. Расширенная поддержка Windows Embedded 8 Standard прекращена 11 июля 2023 года. Для Windows Embedded 8 Standard, Microsoft Store перестанет работать в конце того же года.

### Обновление, защищающее от Wanna Cry
13 мая 2017 года Microsoft, несмотря на окончание поддержки Windows 8 в 2016 году, выпустила обновление KB4012598, которое предотвращает заражение шифровальщиком Wanna Cry.

Мы знаем, что некоторые из наших клиентов работают на версиях Windows, которые больше не поддерживаются. Это означает, что эти пользователи не получили обновление системы безопасности MS17-010, выпущенное в марте 2017 года. Учитывая потенциальное воздействие на клиентов и их бизнес, мы приняли решение сделать обновление безопасности для платформ Windows XP, Windows 8 и Windows Server 2003.
— Microsoft